# Felix Iversen

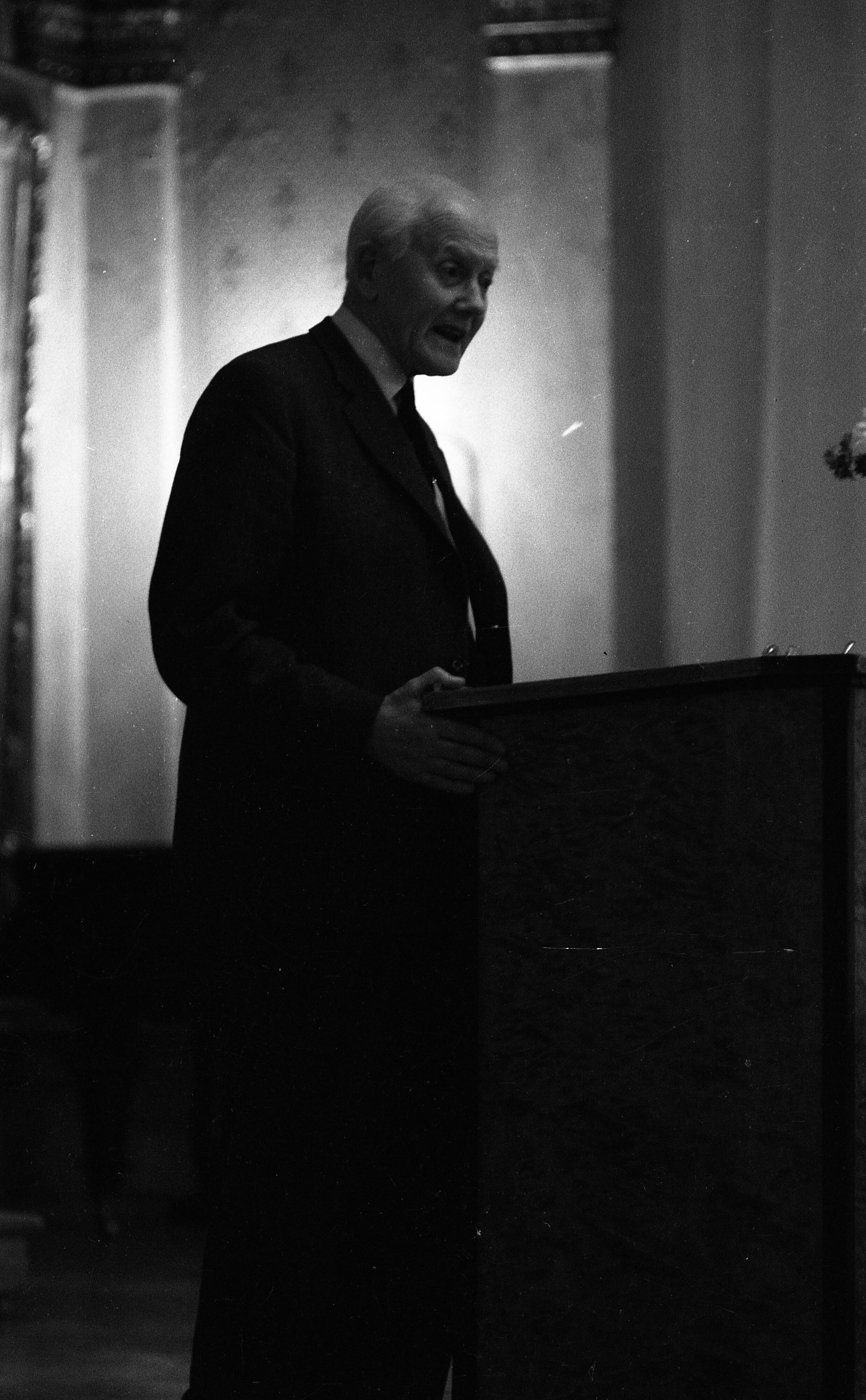
Felix Iversen

Felix Christian Herbert Iversen (Lübeck, 22 september 1887 – Helsinki, 31 juli 1973) was een Fins wiskundige en pacifist.

## Wetenschappelijke carrière
Iversen was aan de Universiteit van Helsinki een leerling van Ernst Lindelof en studeerde in 1909 af. In 1914 verdedigde hij een Franstalig proefschrift met de titel Recherches sur les fonctions inverses des fonctions méromorphes. Hij was al sinds 1911 als assistent verbonden aan de faculteit.
In 1909 verwierf hij ook academische graden in de kunsten en de wijsbegeerte. Hij was tussen 1906 en 1921 verbonden aan het sterrenkundig laboratorium van de universiteit. Iversen werd universitair hoofddocent en in 1954 hoogleraar wiskunde aan de Universiteit van Helsinki.
Iversen publiceerde op het gebied van trigonometrie en analytische geometrie.

## Activisme en vredesbewegingen
Iversen was al in het interbellum actief in de vredesbeweging. Hij was in 1920 mede-oprichter van de Suomen Rauhanliitto, de Vredesbond voor Finland - associatie van Vrienden van de Volkerenbond. Later was hij ook tweemaal voorzitter van de Finse Vredesbeweging. Hij was ook werkzaam als tijdschriftredacteur.
Iversen werd eenmaal vervolgd wegens het belasteren van de Duitse dictator Adolf Hitler.
Tussen 1935 en 1937 en 1950 en 1952 was Iversen voorzitter van de Vereniging voor Vrede in de Scandinavische landen. Hij was onder andere ook lid en tijdelijk ook voorzitter van de Vereniging van Leraren in de Scandinavische landen en van 1951 tot 1954 vice-president van de Wereldfederatie van de Verenigde Naties.
Na 1950 was Iversen lid van de pro-Sovjet World Peace Council. De Sovjet-Unie kende Felix Iversen in 1954 de Stalin Vredesprijs toe.